# Zoia Parfionova
Zoia Ivanovna Parfionova (Akimova) (em russo:  Зоя Ивановна Парфёнова (Акимова), 21 de junho de 1920 - 7 de abril de 1993) foi um tenente e vice-comandante de um esquadrão aéreo das Bruxas da Noite, durante a Segunda Guerra Mundial. Pelo seu serviço militar prestado, ela foi agraciada com o título de Heroína da União Soviética no dia 18 de agosto de 1945. Ela foi a única mulher de Chuváchia a receber o título.

## Prémios e distinções
- Heroína da União Soviética[1]
- Ordem de Lenin
- Duas Ordens do Estandarte Vermelho[2][3]
- Duas Ordens da Guerra Patriótica de 1ª Classe[4]
- Ordem da Estrela Vermelha[5]
- Outras medalhas e condecorações militares